# Фраунгоферові лінії

Найважливіші Фраунгоферові лінії видимої ділянки електромагнітного спектру.

Фраунгоферові лінії — лінії поглинання, видимі на фоні неперервного спектру сонця та зір.

## Історія
1802 року Вільям Волластон помітив у спектрі Сонця сім темних смуг.
1814 року їх незалежно відкрив і описав німецький фізик Йозеф фон Фраунгофер. Пізніше він склав каталог, у якому описав 574 лінії. Сильні лінії отримали літерні позначення від A до K, а слабші були позначені рештою літер.
Сучасні каталоги містять десятки тисяч фраунгоферових ліній.
Фраунгоферові лінії є важливим джерелом про хімічний склад зоряних атмосфер. У 1859 у Кірхгоф і Бунзен довели, що ідентифіковані лінії спектру емісії однозначно характеризують хімічні елементи, які їх випромінюють. Так було доведено, що в атмосфері Сонця наявні такі елементи, як водень, залізо, хром, кальцій, натрій та ін. в різних ступенях іонізації. Загалом у спектрі Сонця ототожнено лінії 72 елементів. Саме на Сонці вперше спектроскопічними методами було відкрито гелій. На основі цього було встановлено також зв'язок ліній поглинання — Фраунгоферових ліній, на спектрі адсорбції з певним хімічним елементом чи його іоном.

## Позначення
Спектральні лінії позначають довжиною хвилі й хімічним елементом, якому вони належать. Наприклад, Fe I 4383,547 Å позначає лінію нейтрального заліза з довжиною хвилі 4383,547 ангстрем. Але для найсильніших ліній збереглися позначення, запроваджені Фраунгофером. Так, найпотужнішими лініями в сонячному спектрі є лінії H і K іонізованого кальцію[джерело?].
| Позначення | Елемент | Довжина хвилі (Å) | Позначення | Елемент | Довжина хвилі (Å) |
| y          | O       | 8987,65           | c          | Fe      | 4957,61           |
| Z          | O       | 8226,96           | F          | Hβ      | 4861,34           |
| A          | O       | 7593,70           | d          | Fe      | 4668,14           |
| B          | O       | 6867,19           | e          | Fe      | 4383,55           |
| C          | Hα      | 6562,81           | G'         | Hγ      | 4340,47           |
| a          | O       | 6276,61           | G          | Fe      | 4307,90           |
| D1         | Na      | 5895,92           | G          | Ca      | 4307,74           |
| D2         | Na      | 5889,95           | h          | Hδ      | 4101,75           |
| D3 або d   | He      | 5875,618          | H          | Ca II   | 3968,47           |
| e          | Hg      | 5460,73           | K          | Ca II   | 3933,68           |
| E2         | Fe      | 5270,39           | L          | Fe      | 3820,44           |
| b1         | Mg      | 5183,62           | N          | Fe      | 3581,21           |
| b2         | Mg      | 5172,70           | P          | Ti II   | 3361,12           |
| b3         | Fe      | 5168,91           | T          | Fe      | 3021,08           |
| b4         | Fe      | 5167,51           | t          | Ni      | 2994,44           |
| b4         | Mg      | 5167,33           |            |         |                   |

У таблиці символами Hα, Hβ, Hγ і Hδ позначено перші чотири лінії серії Бальмера атома водню. Лінії D1 і D2 — це добре відомий «натрієвий дублет», пара добре помітних ліній, яка відповідає тонкій структурі атома Натрію.
Слід зауважити, що в літературі є розбіжності в позначенні деяких ліній[джерело?]. Так символом d позначають як блакитну лінію заліза 4668,14 Å, так і жовту лінію гелію (позначається також D3) 5875,618 Å. Також лінія e може належати як залізу, так і ртуті. Для того, щоб піти від двозначності необхідно завжди вказувати елемент, якому належить лінія, наприклад «лінія e ртуті».

## Застосування

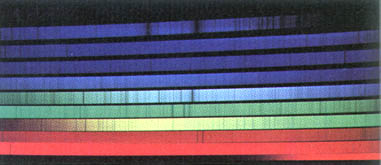
Спектр сонця знятий за допомогою дифракційної ґратки Ешелле з лініями Фраунгофера

На основі точно визначених довжин Фраунгоферових ліній їх використовують для визначення показника заломлення та дисперсії (Число Аббе) оптичних матеріалів.
Визначення температури далеких об'єктів базується на розподілі інтенсивностей спектру фраунгоферових ліній, яку можна визначити за допомогою розподілу Больцмана. Наприклад, якщо при спостережені фраунгоферових ліній видно лінії серії Бальмера, це значить що температура настільки висока, що частина атомів водню досягла збудженого стану з основним квантовим числом n = 2. При температурі поверхні Сонця 6000 К, кожний 108 атом водню є у збудженому стані з n = 1[джерело?].